# 汉姆利玩具店

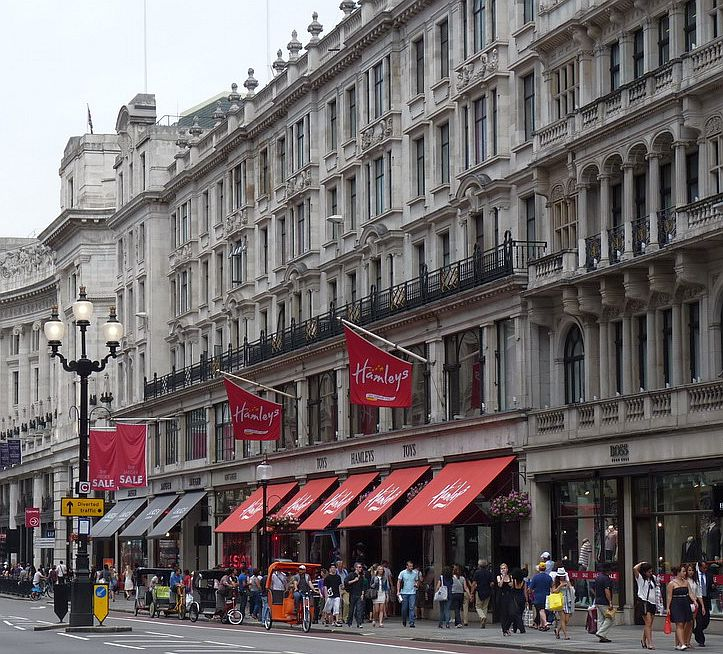
汉姆利伦敦总店（2004年圣诞节）

汉姆利玩具店（英語：Hamleys）是一家位于英国伦敦的玩具商店，是世界規模最大和歷史最久的玩具店之一。汉姆利公司除了位于伦敦的汉姆利玩具店外，在世界各地还有较小规模的分店。1760年由威廉·汉姆利（William Hamley）成立于伦敦霍爾本地區，1882年搬到攝政街。該公司得到了喬治五世和後來的伊莉莎白二世給予的皇家認證。
2003年被冰島投資公司Baugur Group買下，後來轉手給冰島國民銀行，2012年9月該銀行以6000萬英鎊的價格賣給法國玩具商Groupe Ludendo。在2015年10月，中国企业千百度宣布以1.53亿美元的价格收购汉姆利玩具。2019年5月，印度信实工业收购汉姆利玩具。

## 外部連結
- Official website （页面存档备份，存于）

51°30′46″N 0°08′25″W / 51.5128°N 0.1402°W